# Campus universitaire de Kouba
Le campus universitaire de Kouba est un campus situé au niveau de la ville de Kouba, à Alger, en Algérie.

## Historique
Hérité de l'époque coloniale, le campus se concentrait autour de l'École Normale Supérieure de Kouba, par la suite une école spécialisée dans le domaine des travaux publics est créée.

## Localisation
Le campus est situé au niveau de deux quartiers de la commune de Kouba :
- Vieux-Kouba : où se situe l'ENS et une résidence universitaire pour garçons.
- Garidi : siège de l'ENSTP ainsi qu'une autre résidence universitaire pour garçons.

### Accès
La campus est desservi par plusieurs lignes de transport reliant la ville de Kouba aux autres communes de l'Algérois.

## Établissements
Le campus abrite actuellement deux établissements : l'École Normale Supérieure de Kouba et l'École Nationale Supérieure des Travaux Publics.
Deux résidences universitaires pour garçons y existent ; l'une au quartier de Vieux-Kouba, l'autre au quartier de Garidi.